# マージョリー・コックス・クロフォード
マージョリー・コックス・クロフォード（Marjorie Cox Crawford, 1903年 - 1983年）は、オーストラリアの女子テニス選手。1925年から1933年にかけて、全豪選手権（現在の全豪オープンテニス）で活躍した。旧姓「マージョリー・コックス」（Marjorie Cox）といい、1930年に男子の名選手ジャック・クロフォードと結婚した。彼女は夫婦ペアの混合ダブルス3連覇（5年連続決勝進出）でよく知られるが、1931年の女子シングルス準優勝もあった。

## 来歴
全豪選手権では1922年から女子競技が始まり、女子シングルス・女子ダブルス・混合ダブルスの3部門が増設された。マージョリー・コックスが全豪選手権に初参加したのは1925年で、女子競技の第4回大会からである。2度目の出場となった1926年、コックスは女子ダブルスでダフネ・アクハーストとペアを組み、初めての決勝戦に進んだが、ここではエスナ・ボイド＆メリル・オハラウッド（パット・オハラウッドの夫人）に 3-6, 8-6, 6-8 で敗れた。1929年から、コックスは混合ダブルスでジャック・クロフォードとペアを組み始める。最初は1929年・1930年と2年連続で準優勝止まりだったが、この後2人は結婚した。1931年から、彼女の名前は「マージョリー・コックス・クロフォード」（または、マージョリー・クロフォード）で記載されている。
結婚後の1931年全豪選手権で、ジャックとマージョリーは夫婦ペアとして混合ダブルス初優勝を遂げ、2人とも男女シングルスの決勝に進んだ。マージョリーはコラル・バッツワースに 6-1, 3-6, 4-6 の逆転で敗れ、女子シングルスの準優勝者になったが、夫のジャックはハリー・ホップマンを破って男子シングルス初優勝を遂げた。1931年から1933年まで、ジャックとマージョリーの夫婦は混合ダブルス3連覇、ジャックは男子シングルス3連覇を成し遂げた。マージョリーは1932年の女子ダブルスで、バッツワースとペアを組んで初優勝し、この年に女子ダブルス・混合ダブルスの2冠を獲得した。
全豪選手権以外の4大大会では、彼女は1932年ウィンブルドン選手権の初戦敗退と1933年全仏選手権の2回戦があり、全仏選手権とウィンブルドン選手権には1度ずつ出場記録がある。全米選手権には1度も出場していない。マージョリー・クロフォードは1933年全豪選手権で混合ダブルス3連覇を達成した後（シングルスは2回戦敗退）、1933年全仏選手権の2回戦敗退を最後にテニス界を退いた。

## 全豪選手権の成績
- 女子シングルス：準優勝1度（1931年）
- 女子ダブルス：1勝（1932年）　［準優勝2度：1926年・1930年］
- 混合ダブルス：3勝（1931年-1933年）　［準優勝2度：1929年・1930年］